# Liste des inondations les plus dommageables en France dans les années 2010
Cette liste des inondations les plus dommageables en France dans les années 2010 recense l'ensemble des inondations classées de niveau 3 (accident très grave), 4 (catastrophe) ou 5 (catastrophe majeure), selon l'échelle de gravité des dommages définie par le ministère de l'Écologie et du Développement durable, qui se sont produites sur le territoire national dans les années 2010.
35 événements de ce type sont à ce jour recensés sur la période 2010-2016 dans l'application Gaspar (Gestion Assistée des Procédures Administratives relatives aux Risques naturels et technologiques), le système d'information sur les risques naturels de la Direction générale de la prévention des risques (DGPR). Trois sont classés au niveau 4 (catastrophe) : les inondations du Var de juin 2010, celles de novembre 2011 qui ont affecté un grand nombre de départements du sud-est dont une nouvelle fois le Var, et celles d'octobre 2015 qui ont touché Alpes-Maritimes et Var. Deux événements sont classés au niveau 5 (catastrophe majeure), il s'agit de la tempête Xynthia en février 2010, dont les dégâts sont dus à des débordements de cours d'eau, des submersions marines et des effets des vents violents de la tempête ; et des inondations de mai-juin 2016 qui ont affecté les bassins de la Seine et de la Loire.

## Classification des événements

### Typologie des inondations
La typologie des inondations d'origine climatique retenue en France depuis 1992 est présentée dans le tableau ci-dessous,. Les inondations d'origine climatique non pluviométrique peuvent être liées à la fonte des neiges ou aux marées de tempêtes, c'est pourquoi les submersions marines ont été prises en compte dans ce tableau.
Les inondations d'origine non climatique, liées par exemple à des phénomènes comme les tsunamis, les éruptions volcaniques sous-glaciaires, des ruptures de lacs glaciaires ou des ruptures de barrages, ne concernent pas la France, tout au moins pour la période considérée. 
| Nature de l'inondation                      | Phénomène générateur                                                          | Caractéristiques | Conséquences |
| ------------------------------------------- | ----------------------------------------------------------------------------- | --- | --- |
| Inondation de plaine                        | Montée lente des eaux en région de plaine                                     | La rivière sort de son lit mineur lentement et peut inonder la plaine pendant une période relativement longue. La rivière occupe son lit moyen et éventuellement son lit majeur. | La montée lente permet généralement l’annonce des crues et l’évacuation des personnes menacées. Néanmoins, la sécurité des personnes est parfois compromise, le plus souvent par non-respect des consignes ou par méconnaissance du risque. |
| Inondation par remontée de nappe            | Montée lente des eaux en région de plaine                                     | Lorsque le sol est saturé d'eau, il arrive que la nappe affleure et qu'une inondation spontanée se produise. Ce phénomène concerne particulièrement les terrains bas ou mal drainés et peut perdurer. Des cartes des remontées de nappes par commune ont été établies par le Bureau de recherches géologiques et minières (BRGM). | Submersion de la voirie et des constructions de tout un quartier. |
| Inondation rapide ou crue torrentielle      | Formation rapide de crue torrentielle consécutive à des averses violentes     | Lorsque des précipitations intenses tombent sur tout un bassin versant, les eaux ruissellent et se concentrent rapidement dans le cours d'eau, d'où des crues brutales et violentes dans les torrents et les rivières torrentielles. Le lit du cours d'eau est en général rapidement colmaté par le dépôt de sédiments et des bois morts peuvent former des barrages, appelés embâcles. Lorsqu'ils viennent à céder, ils libèrent une énorme vague, qui peut être mortelle.                           | Ces crues sont souvent dévastatrices et meurtrières. |
| Inondation par ruissellement pluvial urbain | Crues rapides des bassins périurbains à la suite d'importantes précipitations | L'imperméabilisation du sol (bâtiments, voiries, parkings, etc.) limite l'infiltration des pluies et accentue le ruissellement, ce qui occasionne souvent la saturation et le refoulement du réseau d'assainissement des eaux pluviales. Il en résulte des écoulements plus ou moins importants et souvent rapides dans les rues. | Submersion de la voirie et des constructions de tout un quartier par l'eau de ruissellement. |
| Submersion marine                           | Élévation du niveau de la mer                                                 | Les tempêtes provoquent des trains de houle qui, s’ils sont dirigés face aux côtes, peuvent déferler et envahir le littoral. Ces fortes vagues touchant la côte sont accentuées à marée haute particulièrement quand le coefficient de marée est plus haut que la moyenne, c’est-à-dire quand il y a surcote. Les surcotes et décotes sont les différences entre la marée prédite et la hauteur d’eau observée. Plus la dépression accompagnant la tempête est creuse plus la surcote sera accentuée. | Submersion de l'espace littoral (voirie, constructions, équipements) par l'eau de mer. Ces crues peuvent être dévastatrices si elles occasionnent la rupture de digues protégeant des habitations ou groupes d'habitation.                  |

### Échelle de gravité des événements
Une échelle de gravité des dommages générés par des aléas naturels ou technologiques a été produite par le ministère de l'Écologie et du Développement durable. Ce tableau permet de classer les événements naturels en six classes, depuis l'incident jusqu'à la catastrophe majeure. Cette classification est propre à la France. D'autres classifications ont été établies par des organismes de veille internationale sur les catastrophes naturelles. 
| Classe | Classe              | Dommages humains       | Dommages matériels       |
| ------ | ------------------- | ---------------------- | ------------------------ |
| 0      | Incident            | Aucun blessé           | Moins de 0,3 M€          |
| 1      | Accident            | 1 ou plusieurs blessés | Entre 0,3 M€ et 3 M€     |
| 2      | Accident grave      | 1 à 9 morts            | Entre 3 M€ et 30 M€      |
| 3      | Accident très grave | 10 à 99 morts          | Entre 30 M€ et 300 M€    |
| 4      | Catastrophe         | 100 à 999 morts        | Entre 300 M€ et 3 000 M€ |
| 5      | Catastrophe majeure | 1 000 morts ou plus    | 3 000 M€ ou plus         |

## Liste des événements
Trente-cinq événements de catégorie 3, 4 ou 5 sont recensés dans l'application Gaspar (Gestion Assistée des Procédures Administratives relatives aux Risques naturels et technologiques), le système d'information sur les risques naturels de la Direction Générale de la Prévention des Risques (DGPR). 
| Année | Date                        | Nature de l'événement                                                               | Classe | Régions             | Départements principalement touchés | Descriptif et commentaires | Victimes | Nbre communes sinistrées | Dommages (coût estimé en M€) | Dommages (coût estimé en M€) |
| Année | Date                        | Nature de l'événement                                                               | Classe | Régions             | Départements principalement touchés | Descriptif et commentaires | Victimes | Nbre communes sinistrées | totaux                       | assurés                      |
| ----- | --------------------------- | ----------------------------------------------------------------------------------- | ------ | ------------------- | --- | --- | -------- | ------------------------ | ---------------------------- | ---------------------------- |
| 2010  | 27 au 28 février            | tempête, inondations, submersion marine                                             | 5      | NA, PDL             | Vendée, Charente-Maritime, Deux-Sèvres, Vienne…. | La Tempête Xynthia a principalement touché l'Espagne, le Portugal, la France. En France, elle ne présentait pas de caractère exceptionnel (vitesses maximales de vent sur le littoral : 160 km/h à la pointe de l’île de Ré), mais elle a été l'une des plus meurtrières (depuis les deux tempêtes de décembre 1999) du fait de la concomitance de ce phénomène avec une pleine mer de vives-eaux (coefficient de 102) qui s’est traduite par une surcote de 1,5 mètre sur le littoral, expliquant une montée des eaux assez exceptionnelle, causant la mort de 53 personnes et de nombreux dégâts évalués à près de deux milliards d'euros. Débordements de nombreux cours d'eau, durées de retour des crues pouvant atteindre 50 à 100 ans (50 ans dans l'estuaire de la Gironde, de 10 à 50 ans sur le tronçon Garonne-Dordogne). Importants dégâts humains et matériels, à cause notamment de la rupture de digues. 4 départements particulièrement touchés, 53 victimes, 2,5 milliards d'euros de dommage total dont 1,5 de dommages assurés. Les deux départements les + touchés sont la Vendée (29 morts, 1000 maisons sinistrées) et la Charente-Maritime (12 morts, 5000 maisons sinistrées), 1 342 communes reconnues en Cat-Nat sur les 4 principaux départements touchés. | 53       | 1560                     | 2500                         | 1500                         |
| 2010  | 14 au 16 juin               | inondations par crue torrentielle, ruissellement                                    | 4      | PACA                | Var | Épisode pluvio-orageux, de fortes précipitations : 200 mm en partie centrale du Var avec localement de 300 à 400 mm (243 mm au Luc-en-Provence, 259 mm à Comps-sur-Artuby, 312 mm aux Arcs dont 124 mm entre 12h et 15h et 112 mm entre 17h et 20h). Durée de retour cinquentennale voire centennale aux Arcs, les pluies diluviennes ont provoqué des crues torrentielles sur le bassin versant de la Nartuby (affluent rive gauche de l'Argens) depuis Montferrat au Muy et des ruissellements dans les communes autour de Draguignan. 23 morts dont 14 à Draguignan et 2 disparus, plus de 1000 entreprises sinistrées, des dommages assurés estimés à 700 M€, de nombreux foyers privés d'électricité, dizaine de campings de Fréjus et Saint-Aygulf, ravagés par les flots,. | 25       | 59                       |                              | 700                          |
| 2010  | 4 au 5 décembre             | inondations par crue torrentielle, ruissellement                                    | 3      | NO                  | Manche | Épisode pluvieux et redoux le 4/12 provoquent en partie la fonte des neiges. L'eau de fusion s'est ajoutée aux cumuls importants relevés sur la région de Cherbourg (>60 mm en 24h). Facteur aggravant: la marée haute (coeff. 87 et 89) gênant de l'eau l'écoulement vers la mer. Débordement de nombreux cours d'eau. Crue proche de la centennale de la Divette (débit de 35,7 m3/s le 5/12). Sur la partie basse du bassin de la Divette, le phénomène d'inondation a été aggravé par le blocage engendré par la marée haute des écoulements de la Divette et du Trottebec. |          | 68                       |                              |                              |
| 2011  | 5 au 13 janvier             | Inondations par crue torrentielle, ruissellement, coulée de boue, submersion marine | 2/3    | HdF, GE             | Aisne, Ardennes, Oise, Nord | À partir du 5/1, plusieurs vagues pluvieuses jusqu'au 14/1, perturbations les +actives au Nord, + particulièrement sur la Thiérache et le massif ardennais, fonte du manteau neigeux, dr des précipitations infradécennale, Débordement de plusieurs cours d’eau, crues supradécennales du Thon (25 ans), de l’Oise à Hirson (100 ans) à Condren (50 ans), de la Serre à Pont à Bucy (100 ans), la Meuse, la Houille, la Vence, l'Helpe mineure. |          | 104                      |                              |                              |
| 2011  | 14 au 17 mars               | Inondations par crue, ruissellement                                                 | 2/3    | OC                  | Aude, Hérault,Tarn | Épisode pluvieux, précipitations importantes du 12 ou 13/03 en plaine (Minervois, Narbonnais) comme en altitude (Montagne Noire et Corbières). Du 14 au 16 mars, cumuls de pluie les + importants sur le relief de l'Est de la montagne Noire se prolongeant vers les monts de l'Espinouse dans l'Hérault, et dans une moindre mesure celui des Hautes Corbières. Des précipitations de plus de 200 mm en 48h, débordement de nombreux cours d'eau (crue supradécennale de la Clamoux, la Cesse, l'Orbiel, la Rougeanne, le Jaur, l’Orb, l’Arnette, le Thoré..) provoquant des inondations. Deux victimes. | 2        | 48                       |                              |                              |
| 2011  | 1 au 9 novembre             | inondations par crue, ruissellement, submersion marine, mouvements de terrain       | 4      | PACA, OC, CO        | Var, Alpes-Maritimes, Hérault, Gard, Bouches-du-Rhône, Corse... | Épisode pluvio-orageux exceptionnel par sa durée et les cumuls de précipitations enregistrés (plus de 450 mm en 48h localement) provoquant des crues (Argens), ruissellements et coulées de boue. Sur le littoral, forts vents avec des pointes de 150 km/h. Près de 400 communes reconnues en Cat-Nat, dont environ 40 pour des submersions marines. Le Var est le département le plus touché. 5 morts et 1 disparu. A Nice, un pont emporté par le Var, dommages assurés estimés à 325 M€. | 6        | 400                      |                              | 325                          |
| 2012  | 21 au 22 mai                | Inondations par ruissellement                                                       | 3      | GE                  | Meurthe-et-Moselle, Moselle, Bas-Rhin | Vaste système pluvio-orageux sur une partie du Bas-Rhin,de la Moselle et Meurthe-et-Moselle. Des cellules orageuses d'une intensité exceptionnelle sur secteur de Barr, le nord de l’Alsace et la région de Nancy. Pluies torentielles provoquant des inondations, 95 mm en 3h à Tomblaine, 50 mm en 21h à Barr (durées de retour supradécennales), moins de 20 mm en 1h à Berg (Dr infradécennale). 1 victime, entre 20 et 30 M€ de dommages assurés. | 1        | 124                      |                              | 25                           |
| 2012  | 18 au 21 octobre            | Inondations par crue, ruissellement                                                 | 2/3    | OC                  | Hautes-Pyrénées, Pyrénées-Atlantiques | Fortes pluies sur le relief pyrénéen du 18 au 20/10 provoquant la crue de nombreux cours d’eau et des inondations. Cumul de pluies relevés sur 48h de l’ordre de 200 à 250 mm et 350 mm à Gavarnie (Hautes-Pyrénées) dont 223 mm en 24h le 19/10, Dr 50 à 100 ans. Crues supradécennales (entre 15 et 30 ans) du Gave de Pau à Lourdes, de la Gave de Cauterets, de la Nesle du Louron. Nombreux dégâts recensés sur le haut bassin du Gave de Pau et la haute vallée du Louron. Ville de Lourdes particulièrement touchée. Entre 15 et 25 M€ de dommages assurés. |          | 45                       |                              | 20                           |
| 2012  | 26 au 27 octobre            | Inondations par crue, ruissellement                                                 | 3      | PACA                | Alpes-Maritimes, Bouches-du-Rhône, Var | Épisode pluvio-orageux ayant touché les Bouches-du-Rhône, le Var et les Alpes-Maritimes. Importantes précipitations atteignant localement 50 mm en 1h : 96 mm à St Raphaël et 107 mm aux Arcs (Var) en 24h dont 45 mm en 1h, 145 mm à Mandelieu-la Napoule (Alpes-Maritimes) dont 54 mm en 1h. Nombreuses crues et inondations notamment dans la vallée de l’Argens. Déclenchement d'un Plan communal de sauvegarde sur la commune de Biot (Alpes-Maritimes). 2 morts, entre 20 et 40 M€ de dommages assurés. Environ 80 communes reconnues en cat-nat | 2        | 25                       |                              | 30                           |
| 2012  | 27 octobre au 4 novembre    | Inondations par crue, ruissellement                                                 | 2/3    | HdF                 | Pas-de-Calais | Succession de perturbations et averses localement orageuses avec 2 épisodes notables pour les précipitations les 29/10 et 2/11. Mois d'octobre très pluvieux, sols saturés. Conjonction des fortes pluies et de marée haute le 29/10. Des cumuls de pluie de l'ordre de 60 mm en 48h du 29 au 30/10 et de 70 mm du 1 au 2/11. Débordement de nombreux cours d'eau. Crues de l'ordre de la décennale sur les bassins de La Liane, la Slack, du Wimereux, de l'Aa, la Hem et la Lys. Noyade d'une personne dans la rivière « Scarpe » sur la commune de Saint-Nicolas, le 28 octobre. Entre 15 et 30 M€ de dommages assurés. Une soixantaine de communes reconnues en cat-nat. | 1        | 96                       |                              | 22,5                         |
| 2013  | 5 au 7 mars                 | Inondations par crue, submersions marines, tempête                                  | 3      | OC                  | Aude, Pyrénées-Orientales | Fortes précipitations et tempête provoquant des inondations, submersions marines (conjonction de forte houle et marée), ruptures de la digue de l’Agly à Claira (Pyrénées-Orientales). Forts vents d’Est sur le bassin méditerranéen avec des rafales de plus de 130 km/h (157 km/h à Porquerolles, 133 km/h à Leucate). Des précipitations sur 48h de 232 mm à Portel-des-Corbières, 180 mm à Durban (Aude), 213 mm à Céret et 171 mm à Opoul (Pyrénées-Orientales). Crue de l'Agly (Dr 30 ans), le Verdouble (Dr 10 à 20 ans), l'Orbieu (Dr 30 ans). Importants dégâts, 2 morts (1 femme à Pollestres (Pyrénées-Orientales) emportée dans son véhicule lors du franchissement du gué du Réart), évacuations. | 2        | 51                       |                              |                              |
| 2013  | 2 au 14 mai                 | Inondations par crue, remontée de nappe, ruissellement                              | 3      | GE, BFC             | Aube, Haute-Marne, Côte-d'Or, Saône-et-Loire, Yonne, Haute-Saône | Épisode pluvieux, averses orageuses, grêle, pluies diluviennes sur des sols saturés en eau provoquant le débordement de nombreux cours d'eau (Ouche, Thille, Armançon, Serein, Ouanne, l’Arroux, la Dheune, la Guye, la Suize, la Vingeanne, l’Arconce, bassin versant de la Seine, l'Aube, l’Ource, l’Aujon, le Landion...). Cumul de précipitations 109 mm en 3j à Detain-et-Bruant, 93 mm à Bessey (Côte-d'Or), 74 mm à Saint-Germain-du-Plain (Saône-et-Loire), 64 mm en 1h à Anjeux (Haute-Saône). Inondations par crue et ruissellement, remontées de nappes phréatiques02/09/2015. 200 personnes évacuées à la suite du risque de rupture du barrage de Pont-et-Massène (Côte-d'Or), quatre campings évacués (Saône-et-Loire), 161 personnes évacuées dans l'Yonne, rupture de digue à Saint-Martin-sur-Armançon. 30 000 ha de terres agricoles inondées. Evacuation d'un camping à la suite du risque de rupture de digues à Troyes (Aube). |          | 278                      |                              |                              |
| 2013  | 17 au 20 juin               | Inondations par crue, ruissellement                                                 | 3      | NA, OC              | Gironde, Landes, Pyrénées-Atlantiques, Haute-Garonne, Hautes-Pyrénées | De fortes précipitations orageuses se sont abattues sur les crêtes pyrénéennes entre la vallée de la Garonne et la vallée des Gaves. Des cumuls de pluies importants sur le relief central des Pyrénées : en 48h 138 mm à Laruns, 121 mm à Urdos (Pyrénées-Atlantiques), 183 mm à Gavarnie, 159 mm à Genos, 143 mm à Luz-Saint-Sauveur (Hautes-Pyrénées), 117 mm à Oô (Haute-Garonne), de 100 à 180 mm en 48h sur le haut-relief dans les Hautes-Pyrénées. Fonte de neige, sols saturés en eau, crues de gaves et rivières, crue de la Garonne (Dr 100 ans), de la Neste d'Aure. 3 victimes, maisons emportées à Luz-Saint-Sauveur et zone industrielle de Pierrefitte-Nestalas inondée, foyers privés d'électricité, évacuations. Importants dégâts vers Saint-Béat, Luchon, Barèges et Lourdes. En Haute-Garonne, 6 camping évacués, établissements scolaires fermés,. Estimation des dommages assurés de l’ordre de 270 M€ (FFSA). | 3        | 316                      |                              | 270                          |
| 2013  | 16 au 20 juin               | Inondation par ruissellement, grêle                                                 | 3      | CVDL, NA            | Eure-et-Loir, Indre-et-Loire, Loir-et-Cher, Loiret, Vienne | Zone pluvio-orageuse de la Normandie et des Pays de la Loire au Nord-Pas-de-Calais en passant par l’IDF. Violents orages, pluies intenses et chute de grêle à l’origine d’importants dégâts sur les cultures, véhicules, toitures et provoquant des inondations par ruissellement et mouvements de terrain. Cumul de précipitations sur 24h : 58 mm à Vendôme, 55 mm à Lisle (Loir-et-Cher) et 28 mm en 1h à Noyers (Loiret), lame d’eau de 65 à 70 mm en 48h et de 75 à 90 mm en 72h sur le bassin versant de la Veude et du Mable (Indre-et-Loire), cumul de 55 mm en 3h en Eure-et-Loir. Vaste zone pluvio-orageuse qui s'étend des Pyrénées au Poitou, pluies abondantes. L'axe orageux principal se situe sur l'ouest du département de la Vienne, l'activité pluvieuse se concentre sur le pays Loudunais. Des cumuls de 80 à 86 mm en 48h. Tempête de grêle en touraine, près de 300 M€ de dommages assurés (SwisRé) |          | 70                       |                              |                              |
| 2013  | 26 au 27 juillet            | Inondation, grêle, vent                                                             | 3      | NA                  | Gironde, Charente, Vienne | Épisode pluvio-orageux, violents orages accompagnés de grêle et de fortes rafales de vent ayant atteint 130 km/h à Poitiers et 165 km/h à Pauillac. Importantes précipitations de l'ordre de 40 mm en 2h (48 mm en 1h à Cognac, 62 mm à Arcachon, 36 mm en 1h à Anville, 53 mm en 1h à Cestas (Gironde), 27 mm en 1h à Buxerelles (Vienne)), inondations par ruissellement, débordements de cours d’eau. Nombreux dégâts en Aquitaine et en Charente, un blessé grave à la suite d'une chute de rocher, trois morts à la suite de l'effondrement d'une habitation dans l'agglomération bordelaise, campings évacués, cultures et vignobles endommagés. Trafic ferroviaire perturbé, foyers privés d'électricité. | 3        | 86                       |                              |                              |
| 2013  | 6 au 8 août                 | inondation par crue, ruissellement, grêle, vent                                     | 2/3    | ARA                 | Puy-de-Dôme, Allier | Épisode pluvio-orageux, violents orages accompagnés de grêle et rafales de vent. Importantes précipitations : 105 mm en 48h à Clermont-Ferrand, fortes rafales de vent 136km/h à Vichy, 149 km/h à Lurcy-Lévis, 119 km/h à Clermont-Ferrand. Sols saturés, inondations par ruissellement, débordement de cours d’eau, crue supradécennale du Jolan. Grêle, dommages importants aux toitures, véhicules, vignobles. Dans l'Allier, une zone pavillonnaire et industrielle inondée à la suite de la crue du Nolan (35 hab. 1 usine, un ERP sinistrés), foyers privés d'électricité. |          | 14                       |                              |                              |
| 2013  | 23 octobre                  | Inondations par crue, ruissellement                                                 | 3      | ARA                 | Ardèche, Drôme, Isère | Épisode pluvio-orageux. Les orages se décalent vers l'est de l'Ardèche, le nord de la Drôme et le nord de l'Isère. Fortes précipitations sur les Cévennes sur des sols saturés en eau provoquant des inondations, débordements de nombreux cours d'eau (dont l'Ardèche, l'Ouvèze, le Doux). Des cumuls de précipitations de 150 à 200 mm en 48h, 231,7 mm à Antraigues. Dans l'Ardèche, précipitations les + intenses sur un axe allant de Vans à Tournon-sur-Rhône(100 mm en 2h à Antraigues, 200 mm en 12h), 171 mm en 12h dont 163 mm en 6h à Marsaz (Drôme). A Saint-Sauveur-de-Montagut (Ardèche), 5 personnes évacuées à la suite d'une coulée de boue. Routes inondées. |          | 120                      |                              |                              |
| 2013  | 23 décembre                 | Inondation, tempête                                                                 | 3      | BRET, PDL, NO, LANG | Côtes-d'Armor, Finistère, Ille-et-Vilaine, Morbihan, Loire-Atlantique, Manche, Alpes-Maritimes | Tempête Dirk, 26 départements touchés par les vents violents, des rafales de vent de plus de 100 km/h sur le Finistère. Pointe de 131 km/h à Brest et Landivisiau. La tempête s'accompagne d'une perturbation pluvieuse. Précipitations abondantes sur des sols saturés en eau provoquant des crues et inondations, submersions marines. Cumuls en 24h de 60 à 90 mm, 101 mm à Guiscriff (Morbihan). En Bretagne, débordements de l'Odet, du Blavet, de l'Oust, de la Meu, de la rivière Morlaix, de la Laita, de l'Aulne. Morlaix, Quimper et Quimperlé particulièrement touchés. Trafics ferroviaire et aérien perturbé, 1 enfant décédé dans le Calvados lors de l'effondrement d'un pignon en rénovation. Foyers privés d'électricité, intoxication par le monxyde de carbone 27 victimes dans le Finistère et le Morbihan à la suite de l'utilisation de groupes électrogènes. Des rafales de vent de plus de 140 km/h le 26/12 sur les côtes du Roussillon, près de 200 km/au Cap Sagro (Hte Corse); Fortes précipitations dépassant les 150 mm en 48h, 242 mm à Breil-sur-Roya (Alpes-Maritimes). Nombreux dégâts, perturbations sur l'aéroport de Nice, routes coupées (éboulement de terrain sur l'A8).                                                                      | 1        | 167                      |                              |                              |
| 2014  | 16 au 21 janvier            | Inondations par crue, ruissellement, mouvements de terrain                          | 3      | PACA                | Alpes-Maritimes, Var | 2 épisodes pluvio-orageux accompagnés de fortes précipitations provoquant des inondations et mouvements de terrain. Des cumuls de 110 mm en 24h à Bormes-les-Mimosas (Var), 173 mm à Peille et 146 mm à la Trinité (Alpes-Maritimes) le 16/01. Second épisode du 18 au 19/01 avec de forts cumuls de pluie selon un axe Sud/Nord allant de La Londe-les-Maures (204 mm en 48h) à Entrecasteaux (148 mm en 48h) Sur les Alpes-Maritimes, les cumuls sont de 140 mm à Coursegoules, 126 mm à Caussols et 102 mm à Antibes. Crue de l'Argens, du Réal-Collobrier, du Gapeau dans le Var. 2 morts et un suicide lié à l'événement. 1800 logements environ ont été inondés (dont Hyères : 800, La Londe-les-Maures : 600, Bormes-Les-Mimosas : 300, Le Lavandou : 100). Zones d'activités touchées, dommages aux installations touristiques, réseaux, infrastructures. Dommages assurés estimés entre 150 et 200 M€ (CCR). | 3        | 63                       |                              | 180                          |
| 2014  | 23 au 28 janvier            | Inondations, mouvements de terrain                                                  | 3      | OC                  | Ariège, Haute-Garonne, Gers, Hautes-Pyrénées, Tarn-et-Garonne | Fortes précipitations en particulier sur le relief des Pyrénées provoquant des inondations et effondrements de terrain. Cumuls en 1j le 24/01 supérieurs à 50 mm dans le 65 et 09 et jusqu'à 100 mm localement 89 mm à Ger (Pyrénées-Atlantiques), 81 mm à Cauterets (Hautes-Pyrénées), 90 mm à Arbeost (Hautes-Pyrénées), dépassant 100 mm en altitude 142 mm à Lescun (Pyrénées-Atlantiques), 136 mm à Aulus-les-Bains (Ariège), 109 mm à Iraty (Hautes-Pyrénées). Forts coefficients de marée empêchant l'écoulement de l'Adour,de la Garonne. Crues de l'Adour, la Midouze, La Garonne, la Laïta, la Seudre. |          | 61                       |                              |                              |
| 2014  | 1er au 15 février           | Inondations, submersion marine, mouvement de terrain, vent                          | 3      | BR, PDL             | Finistère, Morbihan, Côtes-d'Armor, Ille-et-Vilaine, Loire-Atlantique | Succession d'épisodes pluvieux accompagnés de pluies intenses sur des sols saturés et de vents violents provoquant des inondations. Les plus fortes rafales sur les pointes côtières exposées 150 km/h à Ouessant, 133 km/h à la pointe de Penmarch (Finistère), 116 km/h à Landivisiau (Finistère). Trois épisodes pluvieux du 4 au 5, des précipitations de 20 à 40 mm sur une large frange du Centre-Bretagne 56 mm à Roudoualec (Morbihan), 54 à Brennilis et 52 mm à Laz (Finistère), du 6 au 7/02 cumuls de 40 à 85 mm sur l'Ouest de la Bretagne et de 60 à 80 mm sur le Nord Finistère, 15 à 30 mm sur l'Est breton, du 11 au 13/02 de 30 à 80 mm sur 3j. |          | 122                      |                              |                              |
| 2014  | 3 au 4 juillet              | Inondations                                                                         | 3      | NA                  | Pyrénées-Atlantiques | Épisode pluvio-orageux, fortes pluies sur la vallée de Aldudes et le massif des Arbailles, des cumuls de 100 à 120 mm en 48h, 117 mm à Irouleguy, 109 mm à Bustince, 95 mm à Mendive. Inondations, glissements de terrain, camping de Libarrenx évacué, 4000 foyers privés d'électricité, une personne disparue. | 1        | 104                      |                              |                              |
| 2014  | 16 au 20 septembre          | Inondations par crue, ruissellement                                                 | 3      | OC                  | Hérault, Gard, Ardèche, Tarn, Lozère, Aveyron | Épisode cévennol, des pluies diluviennes provoquant des inondations et coulées de boue. Débute le 16/09 au sud de l'Aveyron (167 mm à Maliver-Haut, 152 mm à Cavalerie) et nord de l'Hérault (130 mm à Roqueredonde, 228 mm à St Gervais, 221 mm à Castenet-le-Haut). Cumuls les + importants le 17/09 près de 400 mm sur le Gard et l'Hérault (398 mm à Moulès-et-Baucels (Hérault), 344 mm à Colognac (Gars), 340 mm à St Hyppolyte-du-Fort (Gard)) et le 18/09 de 300 à 400 mm sur les Cévennes ardéchoises (403 mm à La Souche, 362 mm à Mayres, 351 mm à Antraigues). Le 19, cumuls importants sur le NO du Gard et SE de l'Ardèche (160 mm à Salindres). Cumul sur 4j supérieurs à 500 mm sur les reliefs de l'Hérault (540 mm à Saint-Gervais) et de l'Ardèche (504 mm à La Souche). Dans le Gard 474 mm à Générargues,. Crues de nombreux cours d'eau, vague dévastant un camping à Lamalou-les-Bains (Hérault), quatre morts à la suite de la crue soudaine du Bitoulet (affluent de l'Orb), dommages importants, 1 décès à Arnac (Aveyron) au bord du Dourdout. En Ardèche, évacuation de plus de 400 personnes, dans 14 campings et 6 habitations (campings de Vals-les-Bains et Saint-Didier Sous-Aubenas). Des dommages assurés estimés entre 90 et 160 M€ (CCR)         | 5        | 276                      |                              | 120                          |
| 2014  | 19 septembre                | Inondations, grêle, vent                                                            | 2/3    | PACA                | Var | Violent épisode pluvio-orageux ayant touché le Var entre Toulon et Cavalaire-sur-Mer, pluies intenses, grêle, fortes rafales de vents (cumul de 41 mm en 1h, 113 km/h à Toulon) provoquant des inondations.1 mort (voiture emportée). | 1        | 12                       |                              |                              |
| 2014  | 29 au 30 septembre          | Inondations par crue, ruissellement                                                 | 3      | OC                  | Aude, Gard, Hérault, Pyrénées-Orientales | Épisode pluvieux intense sur le Languedoc, des pluies diluviennes sur le Gard et l'Hérault provoquant des inondations par crue et ruissellement urbain, agglomération de Montpellier particulièrement touchée. Des cumuls de précipitations en 3h : 136 mm à Villevieille (Gard), 341 mm au Pouget près de Pézenas, 299.9 mm à l'aéroport de Montpellier. Débordement de nombreux cours d'eau (Hérault, Lez, Vidourle). Réseaux ferrés et routiers affectés. Dommages assurés estimés de l'ordre de 200 M€ |          | 142                      |                              | 200                          |
| 2014  | 6 au 7 octobre              | Inondations par crue, ruissellement                                                 | 3      | OC                  | Hérault | Épisode pluvio-orageux, secteur de Prades-le-Lez particulièrement touché dans l'Hérault (260 mm en 6h), et autour de Canaules-et-Argentières dans le Gard (160 mm). Crues du Lez, débordement de La Mousson à Grabels et Juvignac. |          | 19                       |                              |                              |
| 2014  | 9 au 14 octobre             | Inondations par crue, ruissellement                                                 | 3      | OC, RA, PACA        | Gard, Hérault, Lozère, Ardèche, Bouches-du-Rhône, Drôme | Épisode pluvio-orageux, pluies abondantes dans le centre du Gard, cumuls de pluie de 200 à 270 mm en quelques heures (264 mm à Nîmes-mas-de Ponge, 272 à Ste-Anastasie, 252 mm à La Rouvière, plus de 200 mm en 2j en Ardèche 243 mm à Barnas et 240 mm à Sablières. |          | 164                      |                              |                              |
| 2014  | 2 au 5 novembre             | Inondations par crue, ruissellement                                                 | 2/3    | OC                  | Ardèche | Fortes pluies orageuses touchant les Cévennes puis se déplaçant vers les Alpes-Maritimes.Plus de 150 mm en 2j sur la majeure partie du département, plus de 300 mm sur le sud-est (309 mm à Breil-sur-Roya, 278 mm à Sospel, 178 mm à Nice) provoquant des inondations par ruissellement et débordement de cours d'eau. Près de 100 communes reconnues en Cat-Nat |          | 97                       |                              |                              |
| 2014  | 3 au 5 novembre             | Inondations et coulée de boue                                                       | 2/3    | PACA                | Alpes-Maritimes | Épisode pluvio-orageux, de fortes précipitations, 150 mm en 2j sur la majorité du département, plus de 300 mm sur le sud-est (309 mm à Breil-sur-Roya et 278 mm à Sospel, 178 mm à Nice). 1 décès à Saint-Blaise par coulée de boue | 1        | 33                       |                              |                              |
| 2014  | 14 au 15 novembre           | Inondations par crue, ruissellement                                                 | 2/3    | RA, OC              | Ardèche, Drôme, Gard, Lozère | Épisodes pluvio-orageux sur les Cévennes, les inondations causent la mort de 5 personnes, 3 décès à Cruviers-Lacours, un décès à Peyremale à la suite de franchissements de ponts-dalots ou chaussées submersibles recouverts par les eaux de la Droude et de la Cèze en crue, 1 décès en Lozère, véhicules emportés par le courant | 5        | 24                       |                              |                              |
| 2014  | 27 novembre au 1er décembre | Inondations par crue, ruissellement, submersion marine                              | 3      | OC                  | Aude, Aveyron, Bouches-du-Rhône, Hérault, Pyrénées-Orientales, Tarn, Tarn-et-Garonne | Perturbation méditerranéenne sur le Languedoc-Roussillon et le SE du Midi-Pyrénées. Pluies abondantes générant d'importantes inondations et coulées de boue, forte tempête levant une houle dévastatrice sur les communes de bord de mer, rafales maximales de plus de 100 km/h au sémaphore de Leucate (Aude) pendant 3j. Cumuls de pluie en 1j le 27/11 : 120 mm aux Aires (Hérault), le 28/11 dans les Cévennes 159 mm à Roqueredonde (Hérault) et dans l'Aude, 81 mm à Palairac. du 29 au 30 sur l'est des Pyrénées-Orientales et le sud de l'Aude, cumuls sur 2j 494 mm au Pic de Néoulous (Pyrénées-Orientales), 353 mm à Planèzes, 262 à Durban (Pyrénées-Orientales). Ville de Saint-Affrique dans l'Aveyron particulièrement touchée. Crues de l'Orb amont, de l'Ably, de la Berre. Un décès à Rivesaltes (Pyrénées-Orientales) voiture emportée. | 1        | 413                      |                              |                              |
| 2014  | 24 au 29 novembre           | Inondations par crue, ruissellement                                                 | 3      | PACA                | Var | Épisode pluvio-orageux, fortes pluies au sud du département provoquant des inondations, des cumuls de 51 mm en 1h le 24/11 à Cannet les Maures, des intensités supérieures à 30 mm/h le 25/11, cumuls en 24h de 158 mm à Fréjus, 144 mm à Collobrières, 110 mm à Bormes-les-Mimosas. Cumuls sur 4j 296 mm à Cogolin, 302 mm à Collobrières, 269 mm à Vidauban, 220 mm à Bormes-les-Mimosas, 201 mm à Hyères. Sols staurés en eau amplifiant les phénomènes de ruissellement (cumul moyen en nov. 117 mm). Trois victimes à La Londe-les-Maures, un décès à Hyères et un à Cogolin (voitures emportées), | 5        | 23                       |                              |                              |
| 2014  | 24 novembre au 1er décembre | Inondations et coulée de boue                                                       | 3/4    | OC, PACA, CO        | Aude, Aveyron, Bouches-du-Rhône, Hérault, Pyrénées-Orientales, Tarn, Tarn-et-Garonne, Var, Alpes-Maritimes, Haute-Corse | Épisode long et très étendu qui touche le Var puis s'étend au Languedoc-Roussillon, au SE du Midi-Pyrénées et à la Haute-Corse. Fortes précipitations sur des sols saturés en eau provoquant de nombreux débordements de cours d'eau (Orb amont, Agly, Berre..) et des ruissellements. Forte tempête avec des rafales maximales de plus de 100km/h au sémaphore de Leucate (Aude), houle dévastatrice sur le littoral. Cumuls de pluie en 1j le 27/11 : 120 mm aux Aires (Hérault), le 28/11 dans les Cévennes 159 mm à Roqueredonde (Hérault) et dans l'Aude, 81 mm à Palairac. du 29 au 30 sur l'est des Pyrénées-Orientales et le sud de l'Aude, cumuls sur 2j 494 mm au Pic de Néoulous (Pyrénées-Orientales), 353 mm à Planèzes, 262 à Durban (Pyrénées-Orientales). Ville de Saint-Affrique dans l'Aveyron particulièrement touchée. Cumuls en 24h atteignant 480 mm au barrage de Lugo-di-Nazza (Corse). Cumuls sur 4j 296 mm à Cogolin, 302 mm à Collobrières, 269 mm à Vidauban, 220 mm à Bormes-les-Mimosas, 201 mm à Hyères. 6 victimes (3 morts à La Londe-les-Maures, un mort à Hyères, à Cogolin (Var) et à Rivesaltes (Pyrénées-Orientales)),. Des dommages assurés estimés à plus de 200 M€.                                                                          | 6        | 506                      |                              | 250                          |
| 2014  | 27 au 29 novembre           | Inondations par crue, ruissellement                                                 | 2/3    | CO                  | Haute-Corse | Épisode pluvio-orageux, pluies abondantes provoquant des débordements de cours d'eau et inondations. Des cumuls sur 24h atteignant 480 mm au barrage de Lugo-di-Nazza, en 48h 357 mm à Isolaccio-di-Fiumorbo, 327 mm à Campile, 254 mm à la Scata, 217 mm à Oletta. |          | 59                       |                              |                              |
| 2015  | du 3 au 4 octobre 2015      | Inondations par crue                                                                | 4      | PACA                | Alpes-Maritimes - Var | Samedi 3 octobre entre 20 heures et 22 heures, les zones proches du littoral de l'ouest des Alpes-Maritimes ont été frappées par une ligne d'orages très violents, extrêmement pluvieux, brefs et localisés. À Cannes, Météo-France a relevé 107 mm de précipitations entre 20h et 21h, 174 mm au total entre 20h et 22h (la normale pour un mois d'octobre étant de 130 mm). Un tel cumul quotidien n'avait jamais été observé depuis l'ouverture de la station en 1949, l'intensité horaire étant pour sa part inédite dans toutes les Alpes-Maritimes,.20 morts et 2 disparus. 600 M€ | 22       | 46,                      |                              | 600                          |
| 2016  | 28 mai au 6 juin 2016       | Inondations par crue et coulée de boue                                              | 5      |                     | Cher, Côte-d'Or, Eure-et-Loir, Indre, Indre-et-Loire, Loir-et-Cher, Loiret, Marne, Haute-Marne, Meurthe-et-Moselle, Meuse, Moselle, Nièvre, Nord, Oise, Orne, Pas-de-Calais, Bas-Rhin, Haut-Rhin, Sarthe, Paris, Seine-et-Marne, Yvelines, Yonne, Essonne, Hauts-de-Seine, Seine-Saint-Denis, Val-de-Marne, Val-d'Oise | De fortes pluies se concentrent sur les bassins de la Loire et de la Seine. Les départements les plus affectés par ces fortes pluies ont été le Loiret, le Loir-et-Cher, le Cher, l'Essonne, la Seine-et-Marne et l'Yonne[réf. souhaitée]. Il s’agit de la plus coûteuse inondation de l’histoire du régime d’assurance des catastrophes naturelles, avec un montant cumulé de pertes assurées de l’ordre de 900 millions à 1,4 milliard d’euros, selon les estimations de l’Association Française de l’Assurance (AFA) en date du 10 juin . 4 morts et 24 blessés sont à déplorer. | 4        | 1358 (862 + 496)         |                              | 900 à 1400                   |